# John Potts
John Potts (* um 1776 in Dillenburg; † 1809) war ein Mitglied der Lewis-und-Clark-Expedition.

## Leben
Potts war ein Müller aus Hessen, der sich im Jahr 1800 bei der amerikanischen Armee verpflichtete und in South West Point, Tennessee, stationiert wurde. Von 1804 bis 1806 nahm er an der Lewis-und-Clark-Expedition teil.
Im Anschluss an die Lewis-und-Clark-Expedition arbeitete Potts häufig mit John Colter, einem anderen ehemaligen Expeditionsmitglied, zusammen, um Montana zu erkunden. 1808 wurden er und Potts beide im Kampf gegen die Blackfoot-Indianer verletzt, als sie eine Gruppe von Crow-Indianern nach Fort Raymond führten. Im Jahr 1809 führte eine weitere Auseinandersetzung mit den Blackfoot zum Tod von John Potts und zur Gefangennahme von Colter. Während sie mit dem Kanu den Jefferson River hinauffuhren, trafen Potts und Colter auf mehrere hundert Blackfoot, die sie aufforderten, an Land zu kommen. Colter ging an Land und wurde entwaffnet und nackt ausgezogen. Als Potts sich daraufhin weigerte, an Land zu gehen, wurde er von einem Pfeil getroffen und verwundet. Potts schoss seinerseits auf einen der indianischen Krieger und starb von Pfeilen durchbohrt, die von den Indianern am Ufer abgeschossen worden waren. Seine Leiche wurde an Land gebracht und in Stücke gehackt.
Ein Felsen auf dem Mars im Endeavour-Krater wurde nach Potts benannt.